# Нестерук В'ячеслав Васильович
В'ячесла́в Васи́льович Нестеру́к (нар. 25 січня 1953) — голова Всеукраїнського союзу церков євангельских християн-баптистів у 2006—2014 рр. Кавалер «Ордена князя Ярослава Мудрого» V ступеня.
В'ячеслав Нестерук народився на Рівненщині у сім'ї віруючих. Покаявся та прийняв хрещення по вірі у 1974 р. Через кілька років був обраний на дияконське служіння у Першій баптистській церкві м. Рівного. Був направлений церквою на Заочні біблійні курси до Москви. У 1990 р. рукопокладений на пресвітерське служіння в тій самій церкві. Працював з навчальною програмою БІІ, з часом прийняв відповідальність керувати нею по Рівненській області, потім — по Україні.
У 1994 р. його обирають заступником старшого пресвітера по Рівненській області. У 1996 р. стає старшим пресвітером по області. Того ж року отримує ступінь «Доктор служіння». У 2002 р. був обраний заступником Голови ВСО ЄХБ. 12 травня 2006 року рішенням 25-го з'їзду ВСЦ ЄХБ обраний Головою ВСЦ ЄХБ. Обіймав посаду Голови союзу до 2014 року. 13 червня 2014 року зайняв посаду одного з заступників голови ВСЦ ЄХБ.
Одружений, має двох дочок та сина. Сім'я Нестеруків виховала 8 прийомних дітей.

## Нагороди
23 липня 2008 року указом Президента України №665/2008 нагороджений орденом князя Ярослава Мудрого V ступеня. 